# Robert Stillington
Robert Stillington (1420 – mayo de 1491) fue obispo de Bath y Wells de 1465 a 1491 y cortesano de Eduardo IV de Inglaterra. Sirvió dos veces como lord canciller de Eduardo, y en 1483 fue esencial en la ascensión de Ricardo III, lo que condujo a que posteriormente sufriera la represión de Enrique VII.

## Vida
Stillington fue archidiácono de Taunton entre 1450 y 1465, y de Berkshire de 1464 a 1465, y también ocupó el cargo de lord del Sello Privado de 1460 y 1467.
Stillington fue elegido obispo de Bath y Wells el 30 de octubre de 1465, y fue consagrado el 16 de marzo de 1466. Fue nombrado lord canciller el 20 de junio de 1467, y mantuvo el cargo hasta el 29 de septiembre de 1470, cuando Enrique VI fue restaurado en el trono. Tras el regreso de Eduardo IV, recuperó su cargo anterior y lo mantuvo hasta que Eduardo lo cesó el 18 de junio de 1473.
En 1478 Stillington pasó varias semanas en prisión, aparentemente a causa de cierta asociación con el deshonrado duque de Clarence. Se cree que le dio a Clarence información sobre el precontrato nupcial que el rey tenía con otra mujer antes de su boda con Isabel Woodville, información que hubiera dado a Clarence la posibilidad de reclamar el trono para sí.
Tras la muerte de Eduardo en abril de 1483, Stillington fue miembro del consejo del rey niño Eduardo V. En algún momento de junio, un clérigo —identificado como Stillington solo por las crónicas del diplomático francés Philippe de Commines (Memoires, libro VI, capítulo 17), que se refiere a él como levesque de Bas y ce mauvais evesque— dijo a Ricardo, duque de Gloucester y lord protector, que el matrimonio de Eduardo IV e Isabel Woodville era nulo por la anterior promesa de matrimonio de Eduardo a lady Leonor Talbot, que él mismo afirmaba haber celebrado. Esto provocó que los hijos de Eduardo e Isabel Woodville fueran declarados ilegítimos y que el duque ascendiera al trono como Ricardo III.
Después de que Enrique VII derrotara a Ricardo III en la batalla de Bosworth en 1485, Stillington volvió a ser encarcelado inmediatamente. Enrique revocó el cargo de bigamia contra Eduardo IV y se casó con su hija mayor, Isabel de York.
Unos años después de su segunda liberación, Stillington se vio envuelto en la conspiración para colocar al impostor Lambert Simnel en el trono en 1487. Tras encontrar refugio en la universidad de Oxford, acabó por ser entregado al rey y murió en prisión. Fue enterrado en una capilla financiada por él mismo en la catedral de Wells.
- Esta obra contiene una traducción  derivada de «Robert Stillington» de Wikipedia en inglés, concretamente de esta versión del 16 de febrero de 2021, publicada por sus editores bajo la Licencia de documentación libre de GNU y la Licencia Creative Commons Atribución-CompartirIgual 4.0 Internacional.